# Internationales Banach-Zentrum für Mathematik
Das Internationale Banach-Zentrum für Mathematik (polnisch: Międzynarodowe Centrum Matematyczne im. S. Banacha), kurz: Banach-Zentrum, ist ein nach dem polnischen Mathematiker Stefan Banach benanntes mathematisches Forschungsinstitut der polnischen Akademie der Wissenschaften. Das Ziel des Banach-Zentrums ist die Förderung der internationalen Zusammenarbeit auf dem Gebiet der Mathematik.
Am 13. Januar 1972 wurde das Banach-Zentrum mit Sitz in Warschau (ul. Śniadeckich 8) gegründet. Gründungsmitglieder waren Wissenschaftsakademien in Mittel- und Osteuropa, nämlich die Bulgarische Akademie der Wissenschaften, die Tschechoslowakische Akademie der Wissenschaften, die Deutsche Akademie der Wissenschaften zu Berlin, die Ungarische Akademie der Wissenschaften, die Polnische Akademie der Wissenschaften, die Rumänische Akademie und die Akademie der Wissenschaften der UdSSR. Später haben sich weitere Staaten angeschlossen, Vietnam 1979, Kuba 1984 und Nordkorea 1986.
Das Ziel des Banach-Zentrums ist die Förderung der internationalen Zusammenarbeit auf dem Gebiet der Mathematik, insbesondere zwischen Ost und West. Es wird geleitet von einem Direktor und einem internationalen wissenschaftlichen Rat, der für das wissenschaftliche Programm verantwortlich ist.
In den ersten zwanzig Jahren (1972–1992) erwarb sich das Banach-Zentrum unter der Leitung von Czesław Olech weltweite Anerkennung als ein Zentrum für die Zusammenarbeit von Mathematikern aus aller Welt. Von 1992 bis 2002 war Bogdan Bojarski Direktor. In dieser Amtszeit wurde das ursprüngliche Abkommen der Gründungsmitglieder beendet (1993) und durch neue Aktivitäten, insbesondere in Zusammenarbeit mit der European Mathematical Society, ersetzt. Dazu zählen Workshops, Symposien, Konferenzen und Forschungsgruppen, besondere Schwerpunkte sind dabei die Zusammenarbeit unterschiedlicher mathematischer Gebiete und interdisziplinäre Veranstaltungen. Seit 2002 wird das Banach-Zentrum von Stanisław Janeczko geleitet.